# Radvision
Radvision — один из ведущих мировых производителей решений для видеоконференцсвязи и видеокоммуникаций. Компания основана в 1992 г. в Израиле. В 2012 г. Radvision приобретена компанией Avaya.
В 2014 г. Подразделение TBU приобретена компанией Spirent.
Radvision производит:
- инфраструктурные решения для проведения многоточечных видеоконференций (MCU, шлюзы IP/ISND, гейткиперы, системы обхода NAT/Firewall, медиасерверы)
- групповые системы видеоконференцсвязи,
- персональные аппаратные и программные решения для видеоконференцсвязи (в том числе и для мобильных платформ),
- системы телеприсутствия,
- решения для унифицированных коммуникаций Microsoft, IBM, Alcatel-Lucent, Cisco,
- системы управления голосовыми и видеокоммуникациями.

Представительства компании находятся в Израиле (штаб-квартира), США, Великобритания, Франции, Италии, Китае, Сингапуре, Индии, Японии, Корее и Бразилии.

## История
- В 1993 г. Radvision разрабатывает технологию, позволяющую осуществлять передачу видео в реальном времени по IP сетям
- В 1994 г. Radvision представила IP/ISDN видеошлюз
- Начиная 1995 г. компания участвует совместно с Intel и Microsoft в стандартизации систем связи на базе VoIP[4]
- В 1996 г. Radvision представила семейство инфраструктурных решений viaIP для проведения видеоконференций по IP сетям
- В 1998 г. Radvision представила gatekeeper system (ECS)
- В 2001 г. Radvision встроила в свои решения поддержку протокола SIP
- В 2003 г. Radvision применила свои решения для совместной работы в приложении MSN Messenger[5]
- В 2006 г. Radvision адаптирует технологию IMS
- В 2010 году Radvision покупает основные активы итальянского производителя систем видеоконференцсвязи Aethra[6], после чего в том же году выводит на рынок свою первую систему для проведения групповых видеоконференций с Full HD качеством Radvision SCOPIA XT1000 и персональный видеотерминал SCOPIA VC240.
- В 2012 г. Radvision приобретена компанией Avaya.

## В России
Решения Radvision на российском рынке позиционируются в нижнем ценовом сегменте, ориентированном на компании малого и среднего бизнеса.

### Галерея

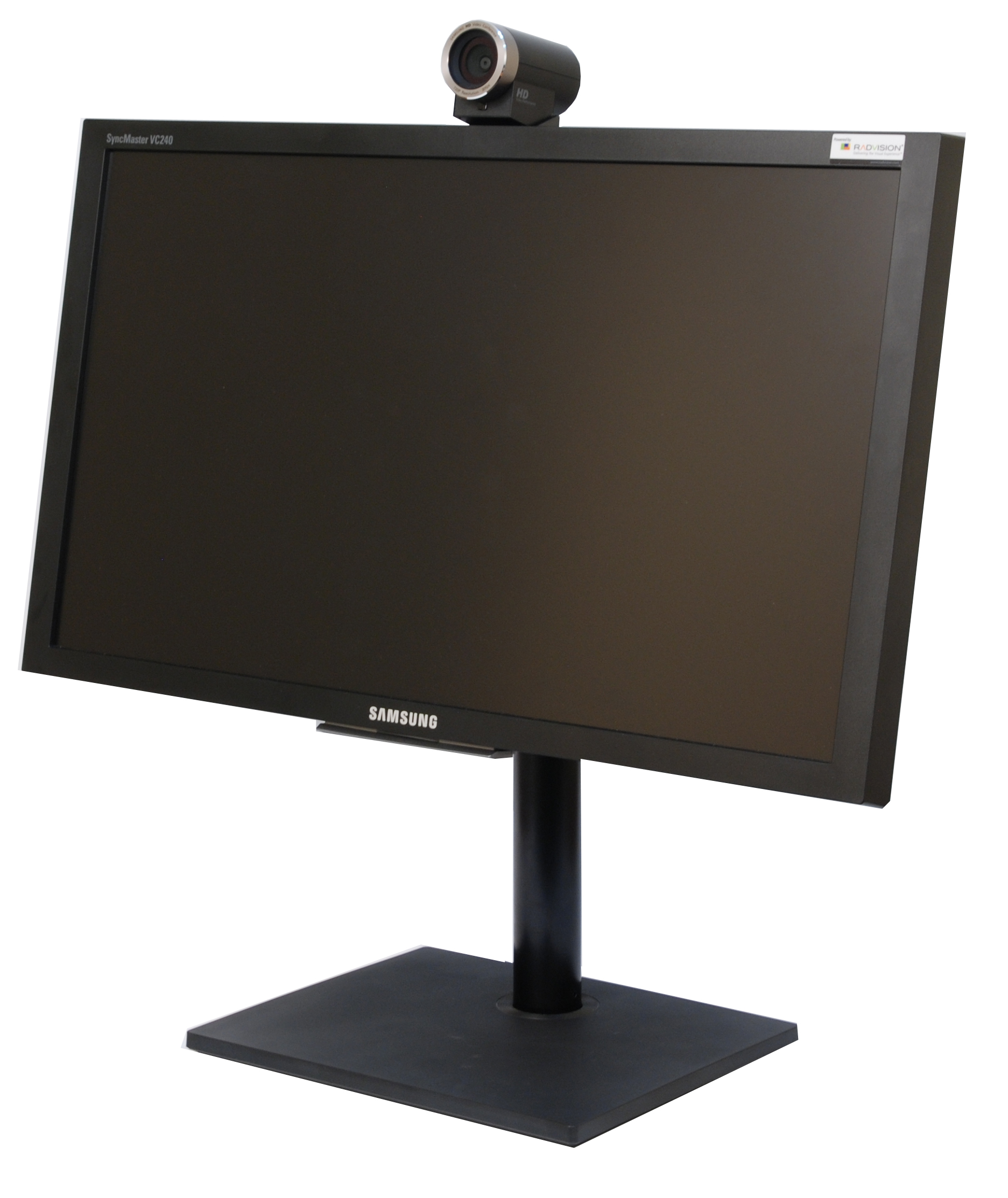
Персональный терминал видеоконференцсвязи Radvision SCOPIA VC240
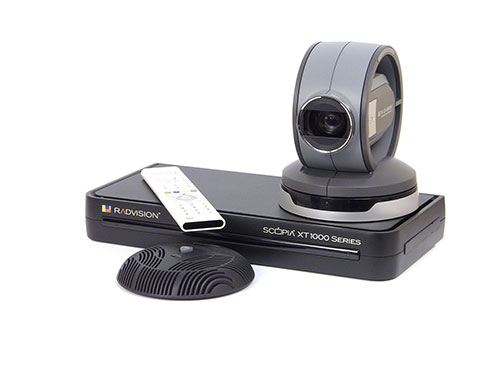
Групповой терминал Full HD видеоконференцсвязи Radvision SCOPIA XT1000